# Harazdja, Luțk
Harazdja (în ucraineană Гаразджа) este un sat în comuna Piddubți din raionul Luțk, regiunea Volînia, Ucraina.

## Demografie
Componența lingvistică a localității Harazdja
     Ucraineană (98,75%)
     Rusă (1,04%)
     Alte limbi (0,1%)
Conform recensământului din 2001, majoritatea populației localității Harazdja era vorbitoare de ucraineană (98,75%), existând în minoritate și vorbitori de rusă (1,04%).